# Eulecanium paucispinosum
Eulecanium paucispinosum är en insektsart som beskrevs av Danzig 1967. Eulecanium paucispinosum ingår i släktet Eulecanium och familjen skålsköldlöss. Inga underarter finns listade i Catalogue of Life.